# 斯庫爾克拉夫特鎮區 (明尼蘇達州哈伯德縣)
斯庫爾克拉夫特鎮區（英語：Schoolcraft Township）是位於美國明尼蘇達州哈伯德縣的一個行政鎮區。

## 地方資料
斯庫爾克拉夫特鎮區的面積為91.46平方千米，當中陸地面積為89.39平方千米，而水域面積為2.07平方千米。根據2020年美國人口普查的數據，當地共有人口136人，而人口密度為每平方千米1.49人。